# Аргонавт (шхуна, 1851)
«Аргонавт» — железная парусно-винтовая шхуна транспортной флотилии Военного ведомства, а затем Черноморского флота Российской империи, участник Крымской войны. Шхуна находилась в составе флота с 1851 по 1855 год и использовалась для перевозки войск, грузовых перевозок и крейсерских плаваний в Чёрном и Азовском морях, принимала непосредственное участие в сражениях с неприятельскими судами, а во время Крымской войны была уничтожена собственным экипажем в Бердянске. По отзывам специалистов-современников, шхуна представляло собой достаточно удачное судно для использования в акватории Чёрного моря.

## Описание судна
Парусно-винтовая шхуна c железным корпусом водоизмещением 300 тонн и грузоподъёмностью 176—200 тонн при одном грузовом трюме. Длина шхуны составляла 41 метр, ширина — 7,3 метра, а осадка при полной загруженности — 3,07 метра. На шхуне были установлены две паровые машины производства компании «J. Penn and Son» общей мощностью 44 или 60 номинальных лошадиных сил и один паровой котёл. Скорость шхуны «при действии одного винта, без парусов, на ровный киль, при выгодных обстоятельствах» достигала 8 узлов, под парусами до 9,5 узлов. Вооружение шхуны состояло из двух 3-фунтовых чугунных пушек и четырёх 12-фунтовых карронад. В некоторых источниках «Аргонавт» фигурирует как первое винтовое судно на Чёрном море.
По отзывам специалистов-современников, сохранившихся в ЦГАВМФ, шхуна представляла собой «прекрасное мореходное судно», которое «в продолжение целого года оказалось вполне удовлетворяющее своему назначению», «может близко подходить к берегу для выгрузки и нагрузки» и «требуя небольшого количества каменного угля, обходится казне весьма дёшево».

## История службы
Парусно-винтовая шхуна «Аргонавт» была заказана в Англии в 1850 году, в феврале следующего 1851 года заложена на верфи Robinson & Russell в Лондоне и в октябре того же года спущена на воду. Строилась для обеспечения нужд транспортной флотилии Военного ведомства в акватории Чёрного моря. Автор корабельного чертежа — Джон Скотт Россель. В кампанию 1850 года для наблюдения за постройкой шхуны в Лондон был направлен капитан-лейтенант И. А. Шестаков, который и вступил в должность её первого командира после постройки.
8 (20) ноября 1851 года шхуна вышла из Лондона и 27 ноября (9 декабря) 1851 года прибыла в Севастополь, а в январе следующего 1852 года перешла в Керчь. В кампанию того же года совершала плавания в Чёрном море.
Применялась для грузоперевозок Отдельного Кавказского корпуса, а в 1853 году была передана в состав Черноморского флота. В кампанию того же года выходила в плавания в Азовское и Чёрное моря, в том числе в крейсерские плавания вдоль укреплений Черноморской береговой линии. 18 (30) сентября 1853 года принимала участие в уничтожении турецкой кочермы в устье реки Мытца.
Принимала участие в Крымской войне. В кампанию 1854 года использовалась для перевозки десантных войск между Таманью и Керчью, а также принимала участие в снятии гарнизонов укреплений Черноморской береговой линии, за что командир шхуны лейтенант Е. Л. Серебряков получил монаршее благоволение.
Принимала участие в работах по заграждению еникальского фарватера, который выполнялся в рамках заграждения фарватеров Керченского пролива, для защиты Азовского моря от входа в него неприятельских судов. Взяла на буксир ранее списанные брандвахтенные тендеры «Нырок» и «Струя», отбуксировала их до места затопления на фарватере, где 2 (14) и 3 (15) мая 1855 года они были затоплены.
12 (24) мая 1855 года находилась в Керченском проливе в составе отряда военных судов под общим командованием контр-адмирала Н. П. Вульфа. Во время атаки союзной эскадры на Керчь принимала участие в сражении с британской канонерской лодкой. После занятия Керчи англо-французскими войсками отряд в составе шхуны «Аргонавт», пароходов «Боец», «Молодец» и «Колхида» ушёл в Бердянск. При этом шхуна вступила в бой с английской паровой шхуной «Snake», имевшей превосходство в мощности машины и вооружении, причинила последней несколько повреждений и оторвалась от неё.
13 (25) мая 1855 года в Бердянске ввиду превосходящих сил противника по приказанию командира отряда контр-адмирала Н. П. Вульфа все суда отряда, включая «Аргонавт», были уничтожены своими экипажами.

## Командиры шхуны
Командирами парусно-винтовой шхуны «Аргонавт» в составе Российского императорского флота в разное время служили:
- капитан-лейтенант И. А. Шестаков (1851 год)[7];
- лейтенант, а с 13 (25) апреля 1855 года капитан-лейтенант Е. Л. Серебряков (с 1853 года до 14 (26) мая 1855 года)[16].